# Tutti i rumori del mare
Tutti i rumori del mare è un film italiano del 2012 diretto da Federico Brugia.

## Distribuzione
Il film è stato distribuito nelle sale italiane a partire dal 24 agosto 2012.